# Theope sisemina
Theope sisemina is een vlindersoort uit de familie van de prachtvlinders (Riodinidae), onderfamilie Riodininae.
Theope sisemina werd in 1920 beschreven door Adalbert Seitz.